# Black Limousine
"Black Limousine" er en sang fra The Rolling Stones som findes på deres album fra 1981 Tattoo You.

## Sangen
”Black Limousine” er en af de få sange der er krediteret til Mick Jagger, Keith Richards og Ron Wood. Det er et hårdt blues nummer, som minder om The Stones tidligere optagelser fra deres ABKCO / London albummer. Jagger synger om en voksende kløft i en aldring romance:
| Citat | We used to shine, shine, shine, shine, Say what a pair, say what a team; We used to ride, ride, ride, ride, In a long black limousine; Those dreams are gone baby, Locked away and never seen; Well now look at your face now baby, Look at you and look at me | Citat |
|       | |       |

Om teksten sagde Richards i 1981:” Sangen har et mere generøs syn på forholdet til kvinder… Fordi tiden ændrede det. Og også, tror jeg, er det fordi de kvinder i vores liv på dette tidspunkt har ændret vores attituder omkring det. Tror jeg. Fordi alt det der kommer fra The Stones, kommer bare ud… Det var sådan vi plejede at føle omkring det, og sådan her er hvordan vi føler nu. Dette er det rene gætteri… Men det virker logisk at de mennesker du omgiver dig med, er dem der påvirker dig mest. Mick havde måske intentioner om at sidde, og skrive en virkelig Stones sang – du ved ” Blechhh! You cruddy piece of shit, you dirty old scrub box”, men tilsyneladende er det ikke sådan han føler det nu. Det er ikke sådan jeg føler det nu .”
Om musikken sagde Wood i 2003: ”Black Limousine” tager udgangspunkt i et slideguitar-riff, der til dels var inspireret af noget på en Hop Wilson -plade jeg engang havde, men som jeg havde forlagt i årevis og så fandt igen og til sidst mistede igen. Men jeg blev ved med at huske, hvad jeg havde hørt på den. Og der var en anden fyr, der hed Big Mose, som jeg aldrig havde hørt om hverken før eller siden. Jeg havde en enkelt single med ham, som Eric Clapton engang havde givet mig. Han var en gammel slideguitar – fyr, som havde en bestemt guitarfigur han brugte med jævne mellemrum. Jeg kunne lide den og tænkte:” Den må jeg kunne bruge på et tidspunkt” – så ubevidst skrev jeg hele sangen over den der lille figur, byggede videre på den, opløste den og vente tilbage til den igen. Jeg snubber altid lidt her og der fra de der døgnfluer. Guitaren, trommerne og Mick gik straks i spænd musikalsk, og vi begyndte med den samme at arbejde med teksten, da sangen i sagens natur skreg på nogle ord. Igen havde jeg sørget for riffet og lod Mick tage sig af ordene… Mick har sin egen stil, og derfor lader jeg ham fortolke den på sin egen måde .”

## Indspilning
Indspilningerne begyndte i januar, og løb gennem marts 1978 under bandets optagelser, i Paris Pathé Marconi Studios, til albummet Some Girls. ”Black Limousine” ville igen blive taget op og arbejdet på af bandet under deres indspilninger til Emotional Rescue i 1979. Det blev imidlertid lagt til side igen indtil den til sidst kom på Tattoo You i 1981. 
Jagger sang og spillede mundharmonika. Richards og Wood spillede sangens elektriske guitarer, hvor Wood spillede soloen. Den sjette Stone Ian Stewart spillede klaver. Charlie Watts og Bill Wyman spillede henholdsvis trommer og bass på nummeret. 
Om sin sjældne kredit sagde Wood:”  Jeg kæmpede til jeg var blå i hovedet, for at blive krediteret:” Jeg skrev den, jeg skrev den”. Noget af det jeg havde lært var, at hvis du skal medkrediteres, skal det ske her og nu i studiet, mens du indspiller nummeret. Hvad ”Black Limousine” angik, var jeg ikke professionel nok med hensyn til at blive krediteret, så jeg lod det fare .”

### Fodnote
1. ↑  Black Limousine
2. 1 2  Ifølge The Rolling Stones, 2003